# Баргжа
Баргжа — пельмені бурятської кухні, рецепт яких, згідно з легендою, був вказаний Чингісханом.

## Приготування
Баранину потрібно промити і прокрутити через велику м'ясорубку разом із жиром або дрібно їх нарубати.
Подрібнити цибулю та часник. Додати їх до м'ясного фаршу, також додати 1 ст. ложку борошна, 1/2 склянки води, сіль, подрібнений аніс та мелений чорний перець за смаком.
У глибоку миску просіяти 330 г борошна, розбити туди яйце і перемішати з борошном. Потім, поступово додаючи воду, замісити круте тісто як для локшини.
Розкачати тісто в тонкий пласт і вирізати великі кола за допомогою блюдця.
У середину кожного кола покласти фарш і зібрати краї в мішечок, закрутивши їх і защипнувши по колу. Баргжа повинні вийти круглої форми, з вигадливим малюнком у місці защипування.
Воду чи м'ясний бульйон довести до кипіння, посолити до смаку. Обережно покласти баргжа і відварити протягом 20-25 хвилин. Потім викласти на тарілку та полити топленим маслом перед подачею.